# Římskokatolická farnost Stranná
Římskokatolická farnost Stranná (lat. Strahna) je zaniklá církevní správní jednotka sdružující římské katolíky ve Stranné a okolí (Stranná je vesnice v okrese Chomutov v Ústeckém kraji). Organizačně spadala do krušnohorského vikariátu, který je jedním z deseti vikariátů litoměřické diecéze.

## Historie farnosti
Roku 1352 byla v místě plebánie. Farnost zanikla na přelomu šestnáctého a sedmnáctého století. Pobořený kostel byl nahrazen novým až v roce 1711 a nová fara byla postavena až v letech 1771–1772. Matriky jsou vedeny od roku 1738. Farnost existovala do 31. prosince 2012 jako součást chomutovského farního obvodu. Od 1. ledna 2013 zanikla sloučením do farnosti Údlice-Přečaply, která však zanikla od 3. ledna 2013 sloučením s farností – děkanství Chomutov.

### Duchovní správcové vedoucí farnost
Začátek působnosti jmenovaného v duchovní správě farnosti od:
- do r. 1653  Petrus Steinmann
- 1662   Joannes Georgius Lehorke
- 1666   Gregorius W. Christelius
- 1674   Franciscus Josephus Hartensteiner
- 1678   Samuel Franciscus Hölm
- 1679   Franciscus Josephus Hartensteiner
- 1680   Franciscus Müller
- 1689   Gabriel Joannes Krimes
- 1697   Andreas Augustinus Waldmann
- 1730   Josephus Hütter
- 1745   Jos. Scheiner, † 17. 1. 1805
- 1793   Jos. Lorenz, † 25. 10. 1817
- 1818   Jos. Weiss, n. 11. 2. 1769 Retschicens., o. 12. 9. 1802, † 14. 6. 1852
- 1821   par. vacat
- 1821   Franc. Melzer, n. 20. 10. 1778 Brunnersdorf, o. 30. 8. 1806, † 30. 4. 1852
- 1824   Anton. Habl, n. 7. 7. 1787 Tschernovicens., o. 7. 8. 1813, † 15. 5. 1875
- 1876   Anton. Kunz, n. 7. 7. 1826 Körbitz, o. 25. 7. 1851, † 17. 10. 1905
- 1897   par. vacat, admin. int. Franc. Kozák
- 1898   Car. Končínský, n. 23. 7. 1856 Dřevenice, o. 22. 7. 1881, † 29. 6. 1903
- 1903   Franc. Kozák, n. 2. 7. 1868 Jívany, o. 17. 6. 1894
- 1918   Car. Seidl, n. 24. 11. 1885 Hirschau, † 12. 9. 1964
- 1938   par. vacat, admin. exc. Joann. Leitner
- 1. 9.  1940    Joann. Leitner, n. 11. 9. 1879 Wiesenbach (Ö.), o. 16. 7. 1905, † 8. 1. 1959
- 1. 7.  1948  Jaroslav Knespl
- 1. 10. 1951   Antonín Wieder
- 18. 11. 1953 Jaroslav Knespl
- 1. 8.  1954    Steph. Půček
- 15. 10. 1958 Josef Vadovič
- 1. 11. 1959   Josef Jech
- 1. 2.  1969    Antonín Audy
- 1. 8.  1970    Vladimír Kusý
- 1. 8.  1971    František Tomšík
- 1. 8.  1982    Josef Šprlák
- 1. 6.  1985   Miroslav Maňásek SDB
- 1. 7.  1986    Jan Kozár, admin. exc. z Chomutova
- 1. 2.  2004 – 31. 12. 2012 Alois Heger, admin. exc. z Chomutova[4]

Kromě kněží stojících v čele farnosti působili ve farnosti v průběhu její historie i jiní kněží. Většinou pracovali jako farní vikáři, kaplani, katecheté, výpomocní duchovní aj.

## Území farnosti
Do farnosti náleželo území obcí:
- Holetice (Holletitz)[p 2]
- Kopeček (Spielhübel)[p 2]
- Stranná (Strahn)[p 2]
- Přívlaky (Pröhlig)[p 2]
- Vičice (Witschitz)[p 2]

## Římskokatolické sakrální stavby a místa kultu na území farnosti
| | Fotografie | Stavba                     | Místo   | Bohoslužby                      | Zeměpisné souřadnice            | Status                                                                                          | Wikidata    |
| Kostel | Kostel     | Kostel                     | Kostel  | Kostel                          | Kostel                          | Kostel                                                                                          | Kostel      |
| --- | ---------- | -------------------------- | ------- | ------------------------------- | ------------------------------- | ----------------------------------------------------------------------------------------------- | ----------- |
| 1. |            | Kostel Nejsvětější Trojice | Stranná | bližší informace o bohoslužbách | 50°22′12″ s. š., 13°27′0″ v. d. | do 31. prosince 2012 farní kostel, od 3. ledna 2013 filiální kostel farnosti-děkanství Chomutov | (Q21034365) |
| Některé drobné sakrální stavby a pamětihodnosti lze dohledat zde v databázi Drobné sakrální památky Zaniklé sakrální stavby lze dohledat zde v databázi Poškozené a zničené kostely, kaple a synagogy v České republice |            |                            |         |                                 |                                 |                                                                                                 |             |

Ve farnosti se mohou nacházet i další drobné sakrální stavby, místa římskokatolického kultu a pamětihodnosti, které neobsahuje tato tabulka.

## Galerie sakrálních pamětihodností ve farnosti

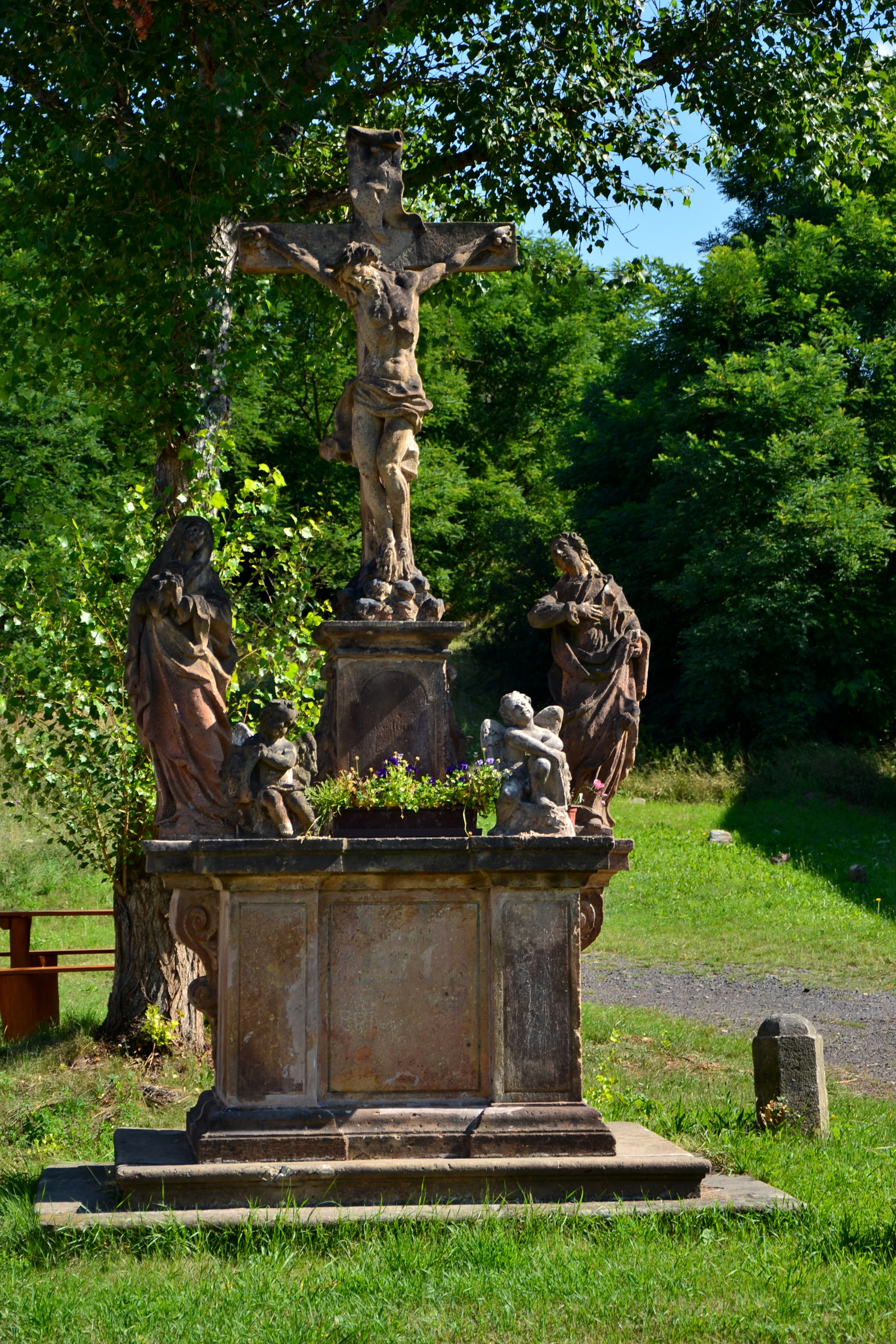
Sousoší ve Stranné